# Свети Атанасий (Възмен)
Вижте пояснителната страница за други значения на Свети Атанасий.
„Свети Атанасий“ или „Свети Атанас“ (на гръцки: Αγίου Αθανασίου Εξοχής) е българска възрожденска църква в зърневското село Възмен (Ексохи), Гърция, част от Зъхненската и Неврокопска епархия.
Църквата е гробищен и енорийски храм на селото. Представлява трикорабна базилика с женска църква и трем на западната страна. Църквата първоначалнно е била покрита с плочи. На западната страна има вградена плоча с датата 1866 година. В 1909 година заедно с цялото село е екзархийска. В рапорт до Иларион Неврокопски от 1909 година пише:
| „ | Черквата „Св. Атанас“ е открита през 1866 г. Тя е хубаво здание. До нея е училището. То е слабо дървено здание... | “ |